# غزل غزل‌ها (فیلم ۱۹۱۸)
غزل غزل‌ها (انگلیسی: The Song of Songs) فیلمی به کارگردانی جوزف کافمن است که در سال ۱۹۱۸ منتشر شد. از بازیگران آن می‌توان به السی فرگوسن اشاره کرد.